# Pareuplexia chalybeata
Pareuplexia chalybeata är en fjärilsart som beskrevs av Moore 1867. Pareuplexia chalybeata ingår i släktet Pareuplexia och familjen nattflyn. Inga underarter finns listade i Catalogue of Life.